# Talang Lindung (Keliling Danau)
Talang Lindung is een bestuurslaag in het regentschap Kerinci van de provincie Jambi, Indonesië. Talang Lindung telt 404 inwoners (volkstelling 2010).